# Tillandsia glauca
Tillandsia glauca är en gräsväxtart som beskrevs av Lyman Bradford Smith. Tillandsia glauca ingår i släktet Tillandsia och familjen Bromeliaceae. Inga underarter finns listade i Catalogue of Life.